# Martin Marprelate
Martin Marprelate (parfois édité sous le nom de Martin Mar-prelate et Marre-Martin), fut le nom utilisé par l'auteur ou les auteurs anonyme(s) des « sept tracts de Marprelate » (voir la Controverse de Marprelate) qui circulèrent illégalement en Angleterre dans les années 1588 et 1589. Leur objectif principal était une attaque contre l'épiscopat de l'Église anglicane. En 1583, la nomination de John Whitgift comme archevêque de Canterbury a signalé le départ d'un mouvement contre la tendance presbytérienne dans l'Église, et une ère de censure commença. En 1586, par un édit de la Star Chamber, l'archevêque reçut le pouvoir d'autoriser et de contrôler tout l'appareil de l'imprimerie dans le pays.
La véritable identité de "Martin" a longtemps fait l'objet de spéculations. Pendant de nombreuses années, le principal candidat envisagé fut John Penry, un prêcheur gallois et l'auteur de plusieurs polémiques passionnées contre l'état de l'Église. La plupart des universitaires spécialistes de Marprelate croient maintenant que c'est un gentilhomme campagnard du Warwickshire et Membre du Parlement, Job Throckmorton qui fut l'auteur originel et que Penry l'aida. 
Comme les tracts devaient être imprimés en secret, une forme d'organisation fut clairement impliquée pour mettre en œuvre leur production et assurer leur distribution. Penry fut sans aucun doute impliqué dans l'édition, et la presse fut fréquemment déménagée dans différents endroits du pays afin de se protéger des autorités. Penry, quant à lui, réfuta toute implication dans la paternité réelle de ces textes.
Le gouvernement se sentit suffisamment concerné par la virulence de ces attaques sur la hiérarchie ecclésiastique pour y répondre en douceur. Il employa des écrivains professionnels tels que Thomas Nashe, Robert Greene et John Lyly pour rédiger des tracts de contre-attaque. Comme dans la plupart des polémiques, les tracts étaient remplis de haine pour les opposants, décrivant les évêques comme des représentants de l'Antéchrist, et également convaincus de la justice de leur propre cause. Le plus prolifique et efficace des tracts anti-Martinistes passa à la postérité sous le surnom coloré de "Pasquill Cavaliero", et est traditionnellement attribué à Thomas Nashe. 
Certains des pamphlets de Marprelate furent réimprimés au XVIIe siècle, et une vaste étude universitaire a commenté leur portée historique et littéraire. En comparaison, la littérature anti-Martiniste (y compris les pamphlets de Pasquill), a souffert d'une négligence relative de la part des tout premiers chercheurs modernes.
Les tracts de Marprelate sont des documents importants dans l'histoire de la satire anglaise: les critiques par C. S. Lewis de John Carey ont reconnu leur originalité. En particulier, les pamphlets témoignent d'un véritable intérêt pour le statut du texte, renforçant avec esprit les conventions du genre tels que le colophon et les marginalia.